# 53
53 рік — невисокосний рік, що почався в середу за григоріанським календарем (у понеділок — за юліанським). У Римі правив імператор Клавдій.

## Події

### Римська імперія
- 806 рік ab urbe condita; консули: Децим Юній Сілан Торкват і Квінт Гатерій Антонін
- 9 червня — відбулося весілля Нерона, наступника Клавдія, і доньки імператора Клавдії Октавії
- Клавдій визнав свого Нерона, сина своєї четвертої дружини Агріппіни, своїм наступником, ігноруючи право на спадкування рідного сина Британніка
- Клавдій призначив Ірода Агріппу II тетрархом Батанеї і Трахонітісу.
- Сенека написав трагедію «Агамемнон».

### Інші
- В Олімпії пройшли 208-і Олімпійські ігри
- Симон Кананіт почав проповідувати християнство в Абхазії.

## Народились
- 18 вересня — Траян, римський імператор (98—117) з династії Антонінів
- Доміція Лонгіна — дружина римського імператора Доміціана.

## Померли
- Емілія Лепіда — дружина консула 19 року Марка Юнія Сілана.